# Jaysingpur
Jaysingpur (o Jaisingpur, Jayasingpar) è una città dell'India di 43.055 abitanti, situata nel distretto di Kolhapur, nello stato federato del Maharashtra. In base al numero di abitanti la città rientra nella classe III (da 20.000 a 49.999 persone).

## Geografia fisica
La città è situata a 16° 48' 0 N e 74° 34' 0 E e ha un'altitudine di 536 m s.l.m.

## Società

### Evoluzione demografica
Al censimento del 2001 la popolazione di Jaysingpur assommava a 43.055 persone, delle quali 22.010 maschi e 21.045 femmine. I bambini di età inferiore o uguale ai sei anni assommavano a 5.226, dei quali 2.831 maschi e 2.395 femmine. Infine, coloro che erano in grado di saper almeno leggere e scrivere erano 31.447, dei quali 17.397 maschi e 14.050 femmine.